# Audrey Terras
Audrey Anne Terras (Washington,10 de septiembre de 1942) Es una matemática estadounidense que trabaja principalmente en teoría de números . Su investigación se ha centrado en el caos cuántico y en varios tipos de funciones zeta. 

## Temprana edad y educación
Audrey Terras nació el 10 de septiembre de 1942 en Washington D.C.Se licenció en matemáticas en la Universidad de Maryland, College Park (UMD) en 1964, hizo un master y un doctorado en la Universidad de Yale en 1966 y 1970 respectivamente.  Estaba casada con su compañero, exalumno de la UMD, Riho Terras.En 2008 durante una entrevista dijo que había elegido estudiar matemáticas porque "¡El gobierno de Estados Unidos me pagaba! ¡Aunque no mucho! Era la época del Sputnik, así que necesitábamos producir más matemáticos. Aún estaba decidiendo entre Matemáticas e Historia, cuándo me dejaron claro que no me pagarían por hacer Historia, me pagarían por hacer Matemáticas".

## Trayectoria
En 1972 Terras se fue a la Universidad de California en San Diego como profesora asistente. En 1983 se convirtió en profesora titular.Se jubiló en 2010. Actualmente ostenta el título de Profesora Emérita.
Cuando era estudiante, Terras, inspirándose en su maestro Sigekatu Kuroda empieza con la teórica de los números, interesándose especialmente en el uso de técnicas analíticas para obtener resultados algebraicos. Actualmente sus intereses de investigación se centran en la teoría de números, el análisis armónico de espacios simétricos y grupos finitos, funciones especiales, teoría algebraica de grafos, funciones zeta de gráficos, caos cuántico aritmético y la fórmula de trazas de Selberg.

## Reconocimientos
En 1982, Terras fue elegida miembro de la Asociación Estadounidense para el Avance de la Ciencia.
Fue conferenciante de la Asociación de Mujeres en Matemáticas - Asociación Matemática de América en el año 2000. En 2008 se publican en la revista American Mathematical Monthly varios de sus artículos; Finite Quantum Chaos, A Stroll Throurg the Garden of Graph Zeta Functions. y sobre el Teorema Noether entre otros. En 2012 se convirtió en miembro de la Sociedad Estadounidense de Matemáticas. Forma parte de la promoción 2019 de becarios de la Asociación de Mujeres en Matemáticas.

## Publicaciones Seleccionadas
- Terras, Audrey (1985). Harmonic Analysis on Symmetric Spaces and Applications 1. Berlin: Springer-Verlag. ISBN 978-0-387-96159-0.[10]
- Terras, Audrey (1988). Harmonic Analysis on Symmetric Spaces and Applications 2. Berlin: Springer-Verlag. ISBN 978-0-387-96663-2.[10]
- Terras, Audrey (1999). Fourier Analysis on Finite Groups and Applications. Cambridge: Cambridge University Press. ISBN 978-0-521-45718-7.
- Terras, Audrey (February 2002). «Finite Quantum Chaos». American Mathematical Monthly (Washington, DC: Mathematical Association of America) 109 (2): 121-139. ISSN 0002-9890. doi:10.2307/2695325. Article based on her 2000 Falconer lecture.
- Terras, Audrey (20 de marzo de 2007). «A Stroll Through the Garden of Graph Zeta Functions». University of California, San Diego. Consultado el 26 de mayo de 2009. Draft of a book on zeta functions of graphs.